# PRM2
PRM2 (англ. Protamine 2) – білок-протамін, який кодується однойменним геном, розташованим у людей на 16-й хромосомі. Довжина поліпептидного ланцюга білка становить 102 амінокислот, а молекулярна маса — 13 051.
| 10         |  | 20         |  | 30         |  | 40         |  | 50         |
| ---------- |  | ---------- |  | ---------- |  | ---------- |  | ---------- |
| MVRYRVRSLS |  | ERSHEVYRQQ |  | LHGQEQGHHG |  | QEEQGLSPEH |  | VEVYERTHGQ |
| SHYRRRHCSR |  | RRLHRIHRRQ |  | HRSCRRRKRR |  | SCRHRRRHRR |  | GCRTRKRTCR |
| RH         |  |            |  |            |  |            |  |            |

C: Цистеїн

E: Глутамінова кислота

G: Гліцин

H: Гістидин

I: Ізолейцин

K: Лізин

L: Лейцин

M: Метіонін

P: Пролін

Q: Глутамін

R: Аргінін

S: Серин

T: Треонін

V: Валін

Кодований геном білок за функціями належить до білків розвитку, фосфопротеїнів. 
Задіяний у таких біологічних процесах, як диференціація клітин, сперматогенез, конденсація ДНК, альтернативний сплайсинг. 
Білок має сайт для зв'язування з ДНК. 
Локалізований у ядрі, хромосомах.